# Квак маврикійський
Квак маврикійський (Nycticorax mauritianus) — вимерлий вид птахів родини чаплевих (Ardeidae).

## Поширення та вимирання
Вид був ендеміком острова Маврикій. Описаний у 1893 році з решток, що виявлені у болотах Мар-о-Сонж. Знахідна складалася з фрагментів черепа, таза, коракоїда, ліктьової кістки, променевої кістки та плюсни. До сьогодні збереглися лише коракоїд і плюсна.
Ймовірно птах вимер наприкінці 17 століття. Ймовірно, вперше про нього згадав Франсуа Легуа у 1693 році.